# HD15269
HD15269 — хімічно пекулярна зоря спектрального класу A0, що має видиму зоряну величину в смузі V приблизно 8,7.
Вона  розташована на відстані близько 1716,6 світлових років від Сонця.